# Sunagawa
Sunagawa (砂川市?, Sunagawa-shi) è una città che ricade sotto la giurisdizione della sottoprefettura di Sorachi. È situata nella zona centro-occidentale della prefettura di Hokkaidō, in Giappone.
Nel 2010, contava su una popolazione di 19 136 abitanti, distribuiti su una superficie di 78,69 km², per una densità di 243,18 ab./km².
Il nome della città è la traduzione in giapponese del toponimo in lingua ainu Ota Ushi Nai (オタ・ウシ・ナイ? lett. spiaggia sul fiume).

## Storia
- 1890 Viene fondato il villaggio di Nae (奈江?) a sud della confluenza tra i fiumi Ishikari e Sorachi.
- 1897 Una parte del territorio di Nae viene assegnata al nuovo villaggio di Utashinai.
- 1903 Nae cambia nome in Sunagawa.
- 1923 Sunagawa acquisisce il rango di cittadina.
- 1944 Una parte del territorio di Sunagawa viene assegnata al nuovo villaggio di Naie.
- 1949 Una parte del territorio di Sunagawa viene assegnata alla nuova cittadina di Kamisunagawa.
- 1º luglio 1958 Sunagawa ottiene lo status di città (市?, shi).

## Istruzione
- Scuola elementare
  - Sunagawa shiritsu sunagawa shōgakkō
  - Sunagawa shiritsu chūō shōgakkō
  - Sunagawa shiritsu Toyonuma shōgakkō
  - Sunagawa shiritsu Hokkō shōgakkō
  - Sunagawa shiritsu Sorachibuto shōgakkō

- Scuola media
  - Sunagawa shiritsu sunagawa chūgakkō
  - Isagawa-shi Tateishiyama chūgakkō

- Scuola superiore
  - Hokkaidō sunagawa kōtō gakkō

- Scuola di specializzazione
  - Sunagawa shiritsu byōin fuzoku kango senmon gakkō

## Sanità
- Ospedale
  - Sunagawa shiritsu byōin

## Infrastrutture e trasporti
- Ferrovia

Alla stazione di Sunagawa si fermano i treni della linea principale Hakodate delle ferrovie JR Hokkaido
- Bus
  - Hokkaidō chūō basu - sunagawa shiritsu byōin o kyoten ni unkō

- Taxi
  - Takigawa-ken eria
  - Takushī kaisha
  - Sunagawa Hokusei haiyā
  - Fuji kankō
  - Mitsuboshi haiyā

## Autorità pubbliche
- Polizia
  - Sunagawa keisatsu-sho
    - Ekimae Koban
    - Toyonuma chūzai-Sho, Sorachi Futoshi chūzai-Sho

- Pompieri
  - Sunagawa chiku kōiki shōbō kumiai Shōbō honbu
  - Sunagawa shōbōsho